# МЭС Центра
МЭС Центра (Магистральные электрические сети Центра) — это крупнейшее предприятие, входящее в состав ОАО «ФСК ЕЭС», осуществляющее эксплуатацию линий электропередачи (ЛЭП) и подстанций (ПС) сверхвысокого напряжения Центрального региона России.

## О предприятии
МЭС Центра — ключевое звено Единой национальной электрической сети России. МЭС Центра обеспечивают взаимодействие между объединёнными энергосистемами Северо-Запада, Средней Волги, Урала и Юга России, а также взаимодействие Единой энергетической системы России с объединёнными энергосистемами Украины и Казахстана. Электрические сети МЭС Центра объединяют территории 19 субъектов Российской Федерации общей площадью 947 тыс. км² с населением более 44 млн человек.
В оперативном подчинении МЭС Центра находятся восемь филиалов — предприятия магистральных электрических сетей (ПМЭС), а также специализированная производственная база «Белый Раст»:
1. Валдайское ПМЭС
2. Верхне-Донское ПМЭС
3. Волго-Донское ПМЭС
4. Волго-Окское ПМЭС
5. Вологодское ПМЭС
6. Московское ПМЭС
7. Приокское ПМЭС
8. Чернозёмное ПМЭС
9. СПБ «Белый Раст»

В эксплуатационном обслуживании МЭС Центра находятся магистральные электросетевые объекты, расположенные на территориях следующих субъектов Российской Федерации:
- Астраханская область
- Белгородская область
- Владимирская область
- Волгоградская область
- Вологодская область
- Воронежская область
- Ивановская область
- Калужская область
- Костромская область
- Курская область
- Липецкая область
- Москва
- Московская область
- Орловская область
- Рязанская область
- Тамбовская область
- Тверская область
- Тульская область
- Ярославская область

## Основные направления деятельности
Цели деятельности МЭС Центра:
- обеспечение надёжного функционирования, повышения эффективности работы и развития Единой национальной электрической сети Центрального региона России;
- создание условий для эффективного функционирования оптового рынка электроэнергии;
- реализация государственной политики в электроэнергетике;
- осуществление эффективной эксплуатации и централизованного технологического управления электрическими сетями, являющимися частью Единой энергетической системы России;
- реализация единой стратегии в области инвестиций и привлечения капитала для решения общесистемных задач развития электрических сетей и Единой энергетической системы России;
- реализация научно-технической политики и внедрения новых прогрессивных видов техники и технологий.

## Вехи истории

Приказ Министра электростанций от 15.12.1954 №130

- 1949, 30 июня — началась предыстория «Дальних электропередач». Правительством СССР было принято решение о сооружении Куйбышевской ГЭС и передачи до 60 % вырабатываемой ей электроэнергии для электроснабжения машиностроительной и лёгкой промышленности Москвы, а также для Электрификации железных дорог. Подготовка к строительству каскада Куйбышевских ГЭС на Волге с передачей их мощности на Москву и Урал велась уже в 1938 г. Однако работы были прерваны в 1941 г. в связи с началом Великой Отечественной войны. С сооружения на Волге Куйбышевской гидроэлектростанции и линии электропередачи «Куйбышев-Москва» началось историческое объединение энергосистем Центра и Средней Волги и формирование Единой энергетической системы всей европейской части страны.
- 1954, 26 ноября — когда строительство линии электропередачи велось уже полным ходом, Правительство СССР приняло постановление № 2370 «О создании Дирекции ЛЭП 400 кВ Куйбышев — Москва»
- 1954, 15 декабря — дата основания предприятия, приказом № 130 Министра электростанций А. С. Павленко была образована Дирекция строящейся линии электропередачи «Куйбышев — Москва», первой в СССР линии электропередачи 400 кВ.
- 1955, 16 марта — приказом министра электрических станций № 35 Дирекция ЛЭП-400 была преобразована в Управление эксплуатации электросетей 400 кВ (УЭЭС-400) в составе Мосэнерго.
- 1956 — ввод в эксплуатацию ВЛ 400 кВ «Куйбышевская ГЭС — Москва». На этой ЛЭП был проведён большой комплекс исследований, в результате которых было принято решение о переводе ВЛ 400 кВ на напряжение 500 кВ без замены габаритов. По ней к приёмным ПС Мосэнерго в г. Ногинск и Бескудниково стала поступать в столичную сеть мощность десяти куйбышевских турбин Волжской ГЭС им. В. И. Ленина.
- 1961 — ввод в эксплуатацию электропередачи 500 кВ «Волгоградская ГЭС—Москва» — первой в мире промышленной электропередачи напряжением 500 кВ.
- 1967 — ввод в эксплуатацию опытно-промышленной передачи 750 кВ «Конаково — Москва» в составе ВЛ протяжённостью 89 км и ПС 750/500 кВ в Конаково и Белом Расте. Результаты проведённых на этой ВЛ испытаний конструкций линий и подстанционного оборудования позволили впоследствии приступить к строительству межсистемных ВЛ класса напряжения 750 кВ.
- 1967, апрель — событием мирового значения явилось проведение натурных испытаний полуволновой электропередачи. Для этого была создана транзитная схема передачи мощности от генераторов Волгоградской ГЭС с использованием одной из параллельных цепей электропередачи 500 кВ «Волгоград — Москва», «Куйбышев — Москва», «Куйбышев — Урал» до ПС 500 кВ «Шагол» (Екатеринбург) общей протяжённостью 2860 км.
- 1970—1980 — массовое строительство и вводы в эксплуатацию ВЛ 500 кВ для выдачи мощности сооружаемых электростанций (Костромская, Конаковская, Рязанская ГРЭС; Чебоксарская и Саратовская ГЭС; Смоленская АЭС и др.) и облегчения межсистемных перетоков мощности электроэнергии общей протяжённостью около 2400 км.
- 1975 — ввод в эксплуатацию ВЛ 750 кВ «Ленинград — Конаково» протяжённостью 525 км.
- 1968—1975 — сооружение при ПС 750 кВ «Белый Раст» испытательного комплекса опытно-промышленных установок с опытными участками воздушных линий 1150 кВ переменного и 1500 кВ постоянного тока.
- 1981 — Управление дальних электропередач преобразовано в Производственно-энергетическое объединение «Дальние электропередачи». Целью преобразования было создание организационных условий для передачи электрической энергии по межсистемным сетям в ЕЭС СССР в условиях перехода народного хозяйства к рыночным отношениям.
- 1984, июль — на полигоне в Белом Расте был осуществлён первый экспериментальный выход человека на рабочее напряжение проводов ВЛ 500 кВ. Этим специалистом-экспериментатором стал начальник Лаборатории работы под напряжением Службы линий объединения Н. М. Коробков. Несколько месяцев спустя, в октябре того же года был осуществлён первый в мире выход электромонтёра-линейщика, старшего мастера этой же лаборатории Н. В. Журавлёва на потенциал ВЛ 1150 кВ переменного тока.
- 1986 — ввод в эксплуатацию ВЛ 750 кВ «Калининская АЭС — Владимир» протяжённостью 396,7 км и «Смоленская АЭС — Калужская» протяжённостью 228,1 км.
- 1987 — окончание строительства линий электропередачи 1150 кВ «Экибастуз — Кокчетав — Кустанай — Челябинск» общей протяжённостью 1208,3 км.
- 1988 — ввод в работу ВЛ 1150 кВ «Экибастуз — Барнаул» протяжённостью 697 км на напряжении 500 кВ.
- 1988 — завершение сооружения ПС 1150 кВ в гг. Экибастузе, Кокчетаве, Кустанае и ПС 500 кВ «Челябинская».
- 1988 — ввод в эксплуатацию ВЛ 750 кВ «Смоленская АЭС — Михайлов» протяжённостью 448,6 км, «Балаковская АЭС — Куйбышев», протяжённостью 278 км.
- 1992 — начался процесс реформирования российской электроэнергетики. Указом Президента Российской Федерации от 15 августа 1992 г. № 923 «Об организации управления электроэнергетическим комплексом Российской Федерации в условиях приватизации» учреждено Российское акционерное общество энергетики и электрификации — РАО «ЕЭС России».
- 1994 — на базе имущества ОАО «Дальние электропередачи» образованы: Межсистемные электрические сети «Центрэнерго», Межсистемные электрические сети «Севзапэнерго», Межсистемные электрические сети «Волгаэнерго», Чебаркульские районные электрические сети МЭС Урала, Западно-Сибирское предприятие МЭС Сибири, Базовое предприятие (БП) по специальным работам в электрических сетях высокого и сверхвысокого напряжения «Электросетьсервис».
- 1997 — в составе РАО «ЕЭС России» созданы территориальные обособленные подразделения — межсистемные электрические сети: МЭС Центра, МЭС Северо-Запада, МЭС Юга, МЭС Волги, МЭС Урала, МЭС Сибири, МЭС Востока и БП «Электросетьсервис».
- 2000 — ввод в эксплуатацию ВЛ 330 кВ «Металлургическая — Валуйки» протяжённостью 127 км.
- 2002 — распоряжением РАО «ЕЭС России» № 42-р создано ОАО «Федеральная Сетевая компания Единой энергетической системы» — ОАО «ФСК ЕЭС»
- 2002 — приказом ОАО «ФСК ЕЭС» № 5 образован филиал ОАО «ФСК ЕЭС» «Магистральные электрические сети Центра» — (МЭС Центра)
- 2004 — ввод в эксплуатацию ВЛ 750 кВ «Калининская АЭС — Белозерская» с ПС 750 кВ «Белозерская».[1]
- 2006 — ввод в эксплуатацию новых ПС 500 кВ «Звезда» (Костромская область)  [2] и ПС 330 кВ «Фрунзенская» (Белгородская область).[3]
- 2007 — ввод в эксплуатацию новой ПС 330 кВ «Калининская» (г. Тверь), ПС 500 «Воронежская» (г. Воронеж)
- 2008 — ввод в эксплуатацию новой ПС 500 кВ «Западная» (Московская область, вошла в состав Московского энергетического кольца).
- 2008 — ввод в эксплуатацию ПС нового поколения 500 кВ в Москве — «Бескудниково» и «Очаково» (реконструкция подстанций Московского энергетического кольца). ПС 500 кВ «Очаково» — крупнейшая в Европе ПС.
- 2012 — ввод в эксплуатацию схемы выдачи мощности четвёртого блока Калининской АЭС, в составе которой были построены и поставлены под напряжение новые воздушные линии электропередач 750 кВ «Калининская АЭС - Грибово», 500 кВ «Грибово - Дорохово» и подстанции 750 кВ «Грибово»(Волоколамский район Московской области) и 500 кВ «Дорохово» (Можайский район Московской области)

## Производственные показатели
МЭС Центра осуществляет эксплуатацию более 30 тыс. км. линий электропередачи и 212 подстанций, номинальным напряжением 110—750 кВ и общей суммарной мощностью более 100 тыс. МВА. Общая численность персонала составляет 6000 человек.

Открытое распредустройство 110 кВ ПС 750 кВ Белый Раст

Линии электропередачи
| Тип линии     | Протяженность, км |
| ------------- | ----------------- |
| ЛЭП 750 кВ    | 2 278,8           |
| ЛЭП 500 кВ    | 8 503,4           |
| ЛЭП 330 кВ    | 1 819,7           |
| ЛЭП 220 кВ    | 18 614,1          |
| ЛЭП 10-110 кВ | 368,1             |
| ППТ 800 кВ    | 169,7             |

Подстанции
| Тип подстанции | Количество |
| -------------- | ---------- |
| 750 кВ         | 7          |
| 500 кВ         | 32         |
| 330 кВ         | 14         |
| 220 кВ         | 153        |
| 110 кВ         | 8          |